# Skonjing
Skonjing is een bestuurslaag in het regentschap Ogan Ilir van de provincie Zuid-Sumatra, Indonesië. Skonjing telt 1723 inwoners (volkstelling 2010).